# 李林 (1903年)
李林（1903年2月22日—1987年4月5日），原名李风集，化名李仲翔，男，山东莱阳人，中华人民共和国政治人物。

## 生平
李林是山东省莱阳县后周格庄村人。1926年，加入中国国民党。1931年，考入国立青岛大学，因领导学生运动被开除学籍。1933年1月，加入中国共产党。同年12月被捕入狱。1937年出狱后，历任中共山东省工作委员会秘书长、山东省交通局局长、中央组织部高级研究班党支部书记、陕北公学党总支委员、八路军山东纵队民运部部长、中共鲁南区委委员、中共山东分局组织部部长、中共华东中央局委员兼组织部部长。
1948至1950年，任山东省委常委兼工委书记、省总工会主席。1952年任旅大市委常委、政府党组书记、副市长。浙江省委常委、监委书记。1958年至1970年，先后任青岛医学院、曲阜师范学院副院长。1978年任第五届全国政协委员。1979年12月，当选政协山东省委员会副主席。1987年4月5日在济南病逝，终年84岁。